# 杨武能
杨武能（1938年—），笔名巴蜀译翁，男，重庆人，中国德语文学研究专家、翻译家。

## 生平
杨武能于1962年毕业于南京大学外文系德国语言文学专业。此后曾任教于四川外语学院。1978年考入中国社会科学院，师从冯至教授。1981年获硕士学位。1983年起任职于四川外国语学院，曾任副教授、副院长。1986年升任教授。1990年起调任四川大学教授。1992年创办欧洲经济文化研究中心并出任中心主任。
杨武能长期从事德语文学翻译，其译著包括《浮士德》、《少年维特的烦恼》、《茵梦湖》、《魔山》、《格林童话全集》等。2000年，获德国联邦总统约翰内斯·劳颁授德国联邦十字勋章。2009年，获中国翻译协会“资深翻译家”荣誉称号。2013年德国歌德学会向他授予歌德金质奖章，是中国首位获得该奖章的学者。2018年，获“中国翻译文化终身成就奖”。
杨武能的女儿是翻译家杨悦。

## 译作
- 《歌德与中国》三联书店1991年
- 《茵梦湖》四川文艺出版社 1996
- 《浮士德》安徽文艺出版社 1998
- 《少年维特的烦恼》人民文学出版社 1999-07
- 《感受德意志》2001年3月 四川人民出版社出版
- 《圆梦初记》2002年湖北教育出版社
- 《三叶集：德语文学文学翻译比较文学》2005年6月 巴蜀书社
- 《魔山》2006-11 作家出版社
- 《格林童话全集》(全译本)共二百一十篇，补遗5篇，2009-6
- 《海涅诗选》2012-1 四川文艺出版社
- 《走近歌德》2012年 上海社会科学院出版社

## 外部連結
- 杨武能教授介紹，四川大学文学与新闻学院